# Micruropus cristatus
Micruropus cristatus is een vlokreeftensoort uit de familie van de Micruropodidae. De wetenschappelijke naam van de soort is voor het eerst geldig gepubliceerd in 1936 door Dorogostaisky.